# Jaime Castillo Velasco
Pour les articles homonymes, voir Castillo et Velasco.
Jaime Castillo Velasco (né à Santiago du Chili le 14 mars 1914 et mort à Santiago le 29 octobre 2003) était un avocat chilien, philosophe et politicien démocrate chrétien, ministre des Terres et de la Colonisation, puis de la Justice, sous le gouvernement de Eduardo Frei Montalva, entre 1965 et 1969. Exilé à plusieurs reprises sous Pinochet, il devint directeur de La Nación dans les années 1990, sous le gouvernement de Eduardo Frei Ruiz-Tagle. Jaime Castillo Velasco est reconnu pour son rôle en défense des droits de l'homme, à la fois sous la dictature de Pinochet puis lors de la transition démocratique. Il a été président de la Comisión Chilena de Derechos Humanos (Commission chilienne des droits de l'homme) et membre de la Comisión Nacional de Verdad y Reconciliación (Commission Vérité et Réconciliation).

## Études et fondation de la Démocratie chrétienne
Il participa à la fondation de la Falange Nacional en 1935, parti qui évolua ensuite vers la démocratie chrétienne.
Reçu avocat en 1939 après des études à l'université catholique de Santiago, il fit ensuite des études de philosophie à la Sorbonne à Paris, et écrivit ainsi un livre sur Jacques Maritain (1949). Il en écrira un autre en 1987, intitulé L'humanisme intégral de Jacques Maritain, ainsi qu'un ouvrage sur l'empirisme anglais en 1999. Il revint ensuite au Chili. Ses deux frères ont aussi embrassé des carrières politiques, Fernando Castillo Velasco (es) ayant été maire de La Reina quelque temps et recteur de l'Université Catholique de Santiago de 1967 à 1973, et Eduardo ayant été maire de Ñuñoa, dans le Grand Santiago.
Il participa en 1957 à la fondation du Parti démocrate chrétien aux côtés de Patricio Aylwin et Radomiro Tomic, et en devint le président plusieurs fois, entre 1966 et 1986,, étant par ailleurs son principal idéologue.
Nommé ministre par Frei Montalva entre 1965 et 1967, il se présente, sans succès, à des élections partielles en 1967, pour le poste de sénateur, perdant face à la socialiste María Elena Carrera (es). Il était aussi membre du Conseil national du Collège des Avocats (Colegio de Abogados de Chile (es)).

## Après le coup d'État du 11 septembre 1973
Après le coup d'État du 11 septembre 1973 perpétré par le général Augusto Pinochet, Castillo Velasco a été expulsé en août 1976, avec Eugenio Velasco Letelier (es), étant accusé de représenter une menace pour la « sécurité nationale ». Il s'enfuit alors à Buenos Aires, où l'ambassade vénézuélienne accepta de lui offrir l'asile politique. À Caracas, il fonda le Secretariado Latinoamericano de Derechos Humanos (Secrétariat latino-américain des droits de l'homme).
En exil, il déposa plusieurs requêtes devant la junte afin d'obtenir de droit de revenir au pays, entamant une grève de la faim et écrivant un livre, El derecho de vivir en la patria (« Le droit de vivre dans la patrie ») . Santiago accepta finalement son retour, effectif le 4 avril 1978 . Mais il fut expulsé de nouveau en 1981, avec les ex-ministres d'Allende Carlos Briones (es), Alberto Jerez Horta (es) et Orlando Cantuarias (es), et n'obtint le droit de retourner au pays qu'en 1983.
Après le départ de Pinochet du pouvoir politique en 1990, ce dernier demeurant chef des armées jusqu'en 1997, il fut président de la Comisión Chilena de Derechos Humanos (Commission chilienne des droits de l'homme) et membre de la Comisión Nacional de Verdad y Reconciliación (Commission Vérité et Réconciliation) créée en 1990. Il a été avocat de la famille d'Orlando Letelier, l'ex-ministre de Salvador Allende assassiné à Washington DC en 1976. En décembre 1997, il fait partie du groupe d'avocats qui déposent une pétition devant la Commission interaméricaine des droits de l'homme de l'OEA contre l'État chilien pour graves violations des droits de l'homme, en particulier en raison de la nomination en tant que sénateurs à vie de plusieurs politiques chiliens, dont Augusto Pinochet lui-même qui venait d'avoir pris sa retraite militaire.
Jaime Castillo Velasco a ensuite été directeur du quotidien national La Nación sous le gouvernement d'Eduardo Frei Ruiz-Tagle (1994-2000)  et président de la Commission d'éthique de la Démocratie chrétienne. En 2000, il participa à la Mesa de Diálogo (Table de dialogue) entre les avocats défenseurs des victimes de la junte et les militaires, « dialogue » qui a été particulièrement critiqué par les avocats, les militaires admettant certes la responsabilité des crimes commis sous Pinochet, mais étant aussi accusés de n'apporter rien de nouveau et de tromper les victimes. Enfin, Velasco participait aussi à la revue Política y Espíritu (Politique et esprit) .
Il a été nommé chevalier de la Légion d'honneur par le président Chirac en 1999 et reçu en janvier 2000 la Gran Estrella de Oro du gouvernement chilien en remerciement des services accomplis.